# العصر الجوراسي
الجوراسي أو الجوراوي أو الجُورِيّ (باللاتينية: Jurassic)، وهو ثاني العصور الثلاثة من حقبة الحياة الوسطى ودهر البشائر، امتد من 201.4  ± 0.2 إلى 143.1  ± 0.6 مليون سنة مضت، لمدة 58.3 مليون سنة تقريبا. يسبقه الثلاثي، ويليه الطباشيري. يُعرف الجوراسي بعصر الزواحف. تميزت بدايته بحدث انقراض الثلاثي-الجوراسي. وهناك حدثان آخران للانقراض خلال هذا العصر: انقراض البلنسباخي-التورسي في الجوراسي المبكر، وحدث التيثوني في النهاية؛ ولا يصنف كلا الحدثين من ضمن الانقراضات الجماعية "الخمسة الكبار". في بداية الجوراسي، بدأت القارة العظمى بانجيا بالانقسام إلى كتلتين أرضيتين: لوراسيا شمالا، وغندوانا جنوبا. وقد خلقت المزيد من السواحل وتحول المناخ القاري من الجاف إلى رطب، وتبدل العديد من الصحاري القاحلة من العصر الثلاثي إلى غابات مطيرة مورقة.
احتلت الديناصورات محل حيوانات العصر الثلاثي الأرضية وكانت تسيطر عليها أشباه الديناصورات وأركوصورات أشباه التماسيح. وخلال الجوراسي ظهرت أيضا الطيور الأولى، بعد أن تطورت من فرع ديناصورات الوحشية الأرجل. ومن الأحداث الرئيسية الأخرى ظهور السحالي المبكرة، وتطور الثدييات الوحشية، بما فيها المشيميات البدائية. وقامت التماسيح بالانتقال من نمط الحياة في اليابسة إلى المائية. كانت المحيطات تسكنها الزواحف البحرية مثل الإكتيوصورات والبليزوصورات، بينما كانت التيروصورات هي الفقاريات الطائرة المهيمنة.

## التسمية
يعود مصطلح «الجوراسي» (Jurassic) نسبة إلى جبال جورا ضمن جبال الألب بالحدود الفرنسية السويسرية، حيث تم تحديد طبقات الحجر الجيري من العصر لأول مرة.
اسم «جورا (Jura)» مشتق من الجذر الكلتية (*jor) من خلال اللغة الغالية (*iuris) التي تعني «جبل مشجر»، التي، نقلت إلى اللاتينية كاسم مكان، وتطورت إلى (Juria) وأخيرًا (Jura).
في عام 1795 خلال جولة بالحدود الفرنسية السويسرية، تعرف ألكسندر فون هومبولت على الأحجار الجيري الرئيسية التي تغطي السلسلة الجبلية لجبال جورا كتشكيل منفصل لم يتم إدخاله في النظام الطبقي القائم الذي حدده أبراهام جوتلوب فيرنر، وسماها «جورا كالكستين (Jura-Kalkstein)» أي («جورا الحجر الجيري») عام 1799.
بعد ثلاثين عامًا، وبالتحديد في عام 1829، نشر عالم الطبيعة الفرنسي ألكسندر برونغنيارت دراسة استقصائية عن التضاريس المختلفة التي تشكل قشرة الأرض. وقد أشار برونغنيارت في كتابه إلى تضاريس جبال جورا باسم (terrains jurassiques) أي «التضاريس الجوراسية»، وبالتالي صاغ ونشر المصطلح لأول مرة.

## الأقسام الفرعية
ينقسم الجوراسي إلى ثلاث فترات: المبكر، والأوسط، والمتأخر. وبالمثل في الطبقات للتكوينات الصخرية، ينقسم الجوراسي إلى الأنساق: السفلي، والأوسط، والأعلى، وفي أوروبا يُعرف أيضا باسم: ليسا (Lias)، ودوغر (Dogger)، ومالم (Malm). وقد فصل العالم «ليبولد فون باخ» مصطلح الجوراسي إلى ثلاثة أقسام. والمراحل الحيوانية من الأصغر إلى الأكبر هي:
| العصر     | الفترة  | المرحلة    | أهم الأحداث | البداية (م.س.مضت) |
| --------- | ------- | ---------- | --- | ----------------- |
| الطباشيري | المبكر  | البرياسي   | أحدث | أحدث              |
| الجوراسي  | المتأخر | التيثوني   | - أحداث جيولوجية: أصبح المناخ رطبًا مرة أخرى. تفكك بانجيا وأنقسامها إلى كل من لوراسيا وغندوانا، مع تفكك الأخيرة أيضًا إلى قسمين رئيسيين؛ وتشكل المحيط الهادئ والمحيط المتجمد الشمالي. تشكل محيط تيثيس. تكون جبال نفادان في أمريكا الشمالية. تناقص حركة تكون الجبال السيمرية و الرانتجاتا. مستوى ثاني أكسيد الكربون في الغلاف الجوي يعادل 3-4 أضعاف مستويات الوقت الحالي (1200-1500 جزء لكل مليون مقارنة بـ 400 جزء لكل مليون في هذه الأيام. - أحداث حيوية : شاعت عاريات البذور (وخاصة المخروطيات، والبنتيات والسيكاد) والسرخسانية.أصبحت الديناصورات، بما في ذلك سحليات الأرجل والكارنوصوريات والستيغوصوريات والسيلوروصوريات، من الفقاريات البرية المهيمنة. تنوعت الثدييات إلى شوثيريدات والأستراليات ومخروطيات أسنان ثلاثية حقيقية ومتعددة الدرنات ومتناظرات الأسنان والدرايولستيدات والإسفينيات الملتصقة ولكنها صغيرة في الغالب. ظهور الطيور والسحالي والثعابين والسلاحف. ظهور الطحالب البنية والشفنينيات والروبيان وسرطان البحر والكركند. تنوعت صغيرات الحوض مثل الإكتيوصورات والبليزوصورات. أنتشرت منقاريات الرأس في جميع أنحاء العالم. وفرة ذوات الصدفتين، والأمونيتات، والسهميات. شاعت قنافذ البحر بشكل كبير، جنبا إلى جنب مع زنابق البحر، ونجم البحر، والإسفنجيات، وتربراتوليدا، والمخطميات وعضديات الأرجل. تسعى أشباه التمساحيات (آخر أشباه السوكيات) إلى نمط حياة مائي. استمرت الثورة البحرية في حقبة الحياة الوسطى منذ أواخر العصر الثلاثي. اختفت النوتيانيات. | 149.2 ± 0.7       |
| الجوراسي  | المتأخر | الكيمريدجي | - أحداث جيولوجية: أصبح المناخ رطبًا مرة أخرى. تفكك بانجيا وأنقسامها إلى كل من لوراسيا وغندوانا، مع تفكك الأخيرة أيضًا إلى قسمين رئيسيين؛ وتشكل المحيط الهادئ والمحيط المتجمد الشمالي. تشكل محيط تيثيس. تكون جبال نفادان في أمريكا الشمالية. تناقص حركة تكون الجبال السيمرية و الرانتجاتا. مستوى ثاني أكسيد الكربون في الغلاف الجوي يعادل 3-4 أضعاف مستويات الوقت الحالي (1200-1500 جزء لكل مليون مقارنة بـ 400 جزء لكل مليون في هذه الأيام. - أحداث حيوية : شاعت عاريات البذور (وخاصة المخروطيات، والبنتيات والسيكاد) والسرخسانية.أصبحت الديناصورات، بما في ذلك سحليات الأرجل والكارنوصوريات والستيغوصوريات والسيلوروصوريات، من الفقاريات البرية المهيمنة. تنوعت الثدييات إلى شوثيريدات والأستراليات ومخروطيات أسنان ثلاثية حقيقية ومتعددة الدرنات ومتناظرات الأسنان والدرايولستيدات والإسفينيات الملتصقة ولكنها صغيرة في الغالب. ظهور الطيور والسحالي والثعابين والسلاحف. ظهور الطحالب البنية والشفنينيات والروبيان وسرطان البحر والكركند. تنوعت صغيرات الحوض مثل الإكتيوصورات والبليزوصورات. أنتشرت منقاريات الرأس في جميع أنحاء العالم. وفرة ذوات الصدفتين، والأمونيتات، والسهميات. شاعت قنافذ البحر بشكل كبير، جنبا إلى جنب مع زنابق البحر، ونجم البحر، والإسفنجيات، وتربراتوليدا، والمخطميات وعضديات الأرجل. تسعى أشباه التمساحيات (آخر أشباه السوكيات) إلى نمط حياة مائي. استمرت الثورة البحرية في حقبة الحياة الوسطى منذ أواخر العصر الثلاثي. اختفت النوتيانيات. | 154.8 ± 0.8       |
| الجوراسي  | المتأخر | الأكسفوردي | - أحداث جيولوجية: أصبح المناخ رطبًا مرة أخرى. تفكك بانجيا وأنقسامها إلى كل من لوراسيا وغندوانا، مع تفكك الأخيرة أيضًا إلى قسمين رئيسيين؛ وتشكل المحيط الهادئ والمحيط المتجمد الشمالي. تشكل محيط تيثيس. تكون جبال نفادان في أمريكا الشمالية. تناقص حركة تكون الجبال السيمرية و الرانتجاتا. مستوى ثاني أكسيد الكربون في الغلاف الجوي يعادل 3-4 أضعاف مستويات الوقت الحالي (1200-1500 جزء لكل مليون مقارنة بـ 400 جزء لكل مليون في هذه الأيام. - أحداث حيوية : شاعت عاريات البذور (وخاصة المخروطيات، والبنتيات والسيكاد) والسرخسانية.أصبحت الديناصورات، بما في ذلك سحليات الأرجل والكارنوصوريات والستيغوصوريات والسيلوروصوريات، من الفقاريات البرية المهيمنة. تنوعت الثدييات إلى شوثيريدات والأستراليات ومخروطيات أسنان ثلاثية حقيقية ومتعددة الدرنات ومتناظرات الأسنان والدرايولستيدات والإسفينيات الملتصقة ولكنها صغيرة في الغالب. ظهور الطيور والسحالي والثعابين والسلاحف. ظهور الطحالب البنية والشفنينيات والروبيان وسرطان البحر والكركند. تنوعت صغيرات الحوض مثل الإكتيوصورات والبليزوصورات. أنتشرت منقاريات الرأس في جميع أنحاء العالم. وفرة ذوات الصدفتين، والأمونيتات، والسهميات. شاعت قنافذ البحر بشكل كبير، جنبا إلى جنب مع زنابق البحر، ونجم البحر، والإسفنجيات، وتربراتوليدا، والمخطميات وعضديات الأرجل. تسعى أشباه التمساحيات (آخر أشباه السوكيات) إلى نمط حياة مائي. استمرت الثورة البحرية في حقبة الحياة الوسطى منذ أواخر العصر الثلاثي. اختفت النوتيانيات. | 161.5 ± 1.0       |
| الجوراسي  | الأوسط  | الكالوفي   | - أحداث جيولوجية: أصبح المناخ رطبًا مرة أخرى. تفكك بانجيا وأنقسامها إلى كل من لوراسيا وغندوانا، مع تفكك الأخيرة أيضًا إلى قسمين رئيسيين؛ وتشكل المحيط الهادئ والمحيط المتجمد الشمالي. تشكل محيط تيثيس. تكون جبال نفادان في أمريكا الشمالية. تناقص حركة تكون الجبال السيمرية و الرانتجاتا. مستوى ثاني أكسيد الكربون في الغلاف الجوي يعادل 3-4 أضعاف مستويات الوقت الحالي (1200-1500 جزء لكل مليون مقارنة بـ 400 جزء لكل مليون في هذه الأيام. - أحداث حيوية : شاعت عاريات البذور (وخاصة المخروطيات، والبنتيات والسيكاد) والسرخسانية.أصبحت الديناصورات، بما في ذلك سحليات الأرجل والكارنوصوريات والستيغوصوريات والسيلوروصوريات، من الفقاريات البرية المهيمنة. تنوعت الثدييات إلى شوثيريدات والأستراليات ومخروطيات أسنان ثلاثية حقيقية ومتعددة الدرنات ومتناظرات الأسنان والدرايولستيدات والإسفينيات الملتصقة ولكنها صغيرة في الغالب. ظهور الطيور والسحالي والثعابين والسلاحف. ظهور الطحالب البنية والشفنينيات والروبيان وسرطان البحر والكركند. تنوعت صغيرات الحوض مثل الإكتيوصورات والبليزوصورات. أنتشرت منقاريات الرأس في جميع أنحاء العالم. وفرة ذوات الصدفتين، والأمونيتات، والسهميات. شاعت قنافذ البحر بشكل كبير، جنبا إلى جنب مع زنابق البحر، ونجم البحر، والإسفنجيات، وتربراتوليدا، والمخطميات وعضديات الأرجل. تسعى أشباه التمساحيات (آخر أشباه السوكيات) إلى نمط حياة مائي. استمرت الثورة البحرية في حقبة الحياة الوسطى منذ أواخر العصر الثلاثي. اختفت النوتيانيات. | 165.3 ± 1.1       |
| الجوراسي  | الأوسط  | الباثوني   | - أحداث جيولوجية: أصبح المناخ رطبًا مرة أخرى. تفكك بانجيا وأنقسامها إلى كل من لوراسيا وغندوانا، مع تفكك الأخيرة أيضًا إلى قسمين رئيسيين؛ وتشكل المحيط الهادئ والمحيط المتجمد الشمالي. تشكل محيط تيثيس. تكون جبال نفادان في أمريكا الشمالية. تناقص حركة تكون الجبال السيمرية و الرانتجاتا. مستوى ثاني أكسيد الكربون في الغلاف الجوي يعادل 3-4 أضعاف مستويات الوقت الحالي (1200-1500 جزء لكل مليون مقارنة بـ 400 جزء لكل مليون في هذه الأيام. - أحداث حيوية : شاعت عاريات البذور (وخاصة المخروطيات، والبنتيات والسيكاد) والسرخسانية.أصبحت الديناصورات، بما في ذلك سحليات الأرجل والكارنوصوريات والستيغوصوريات والسيلوروصوريات، من الفقاريات البرية المهيمنة. تنوعت الثدييات إلى شوثيريدات والأستراليات ومخروطيات أسنان ثلاثية حقيقية ومتعددة الدرنات ومتناظرات الأسنان والدرايولستيدات والإسفينيات الملتصقة ولكنها صغيرة في الغالب. ظهور الطيور والسحالي والثعابين والسلاحف. ظهور الطحالب البنية والشفنينيات والروبيان وسرطان البحر والكركند. تنوعت صغيرات الحوض مثل الإكتيوصورات والبليزوصورات. أنتشرت منقاريات الرأس في جميع أنحاء العالم. وفرة ذوات الصدفتين، والأمونيتات، والسهميات. شاعت قنافذ البحر بشكل كبير، جنبا إلى جنب مع زنابق البحر، ونجم البحر، والإسفنجيات، وتربراتوليدا، والمخطميات وعضديات الأرجل. تسعى أشباه التمساحيات (آخر أشباه السوكيات) إلى نمط حياة مائي. استمرت الثورة البحرية في حقبة الحياة الوسطى منذ أواخر العصر الثلاثي. اختفت النوتيانيات. | 168.2 ± 1.2       |
| الجوراسي  | الأوسط  | الباجوسي   | - أحداث جيولوجية: أصبح المناخ رطبًا مرة أخرى. تفكك بانجيا وأنقسامها إلى كل من لوراسيا وغندوانا، مع تفكك الأخيرة أيضًا إلى قسمين رئيسيين؛ وتشكل المحيط الهادئ والمحيط المتجمد الشمالي. تشكل محيط تيثيس. تكون جبال نفادان في أمريكا الشمالية. تناقص حركة تكون الجبال السيمرية و الرانتجاتا. مستوى ثاني أكسيد الكربون في الغلاف الجوي يعادل 3-4 أضعاف مستويات الوقت الحالي (1200-1500 جزء لكل مليون مقارنة بـ 400 جزء لكل مليون في هذه الأيام. - أحداث حيوية : شاعت عاريات البذور (وخاصة المخروطيات، والبنتيات والسيكاد) والسرخسانية.أصبحت الديناصورات، بما في ذلك سحليات الأرجل والكارنوصوريات والستيغوصوريات والسيلوروصوريات، من الفقاريات البرية المهيمنة. تنوعت الثدييات إلى شوثيريدات والأستراليات ومخروطيات أسنان ثلاثية حقيقية ومتعددة الدرنات ومتناظرات الأسنان والدرايولستيدات والإسفينيات الملتصقة ولكنها صغيرة في الغالب. ظهور الطيور والسحالي والثعابين والسلاحف. ظهور الطحالب البنية والشفنينيات والروبيان وسرطان البحر والكركند. تنوعت صغيرات الحوض مثل الإكتيوصورات والبليزوصورات. أنتشرت منقاريات الرأس في جميع أنحاء العالم. وفرة ذوات الصدفتين، والأمونيتات، والسهميات. شاعت قنافذ البحر بشكل كبير، جنبا إلى جنب مع زنابق البحر، ونجم البحر، والإسفنجيات، وتربراتوليدا، والمخطميات وعضديات الأرجل. تسعى أشباه التمساحيات (آخر أشباه السوكيات) إلى نمط حياة مائي. استمرت الثورة البحرية في حقبة الحياة الوسطى منذ أواخر العصر الثلاثي. اختفت النوتيانيات. | 170.9 ± 0.8       |
| الجوراسي  | الأوسط  | الأليني    | - أحداث جيولوجية: أصبح المناخ رطبًا مرة أخرى. تفكك بانجيا وأنقسامها إلى كل من لوراسيا وغندوانا، مع تفكك الأخيرة أيضًا إلى قسمين رئيسيين؛ وتشكل المحيط الهادئ والمحيط المتجمد الشمالي. تشكل محيط تيثيس. تكون جبال نفادان في أمريكا الشمالية. تناقص حركة تكون الجبال السيمرية و الرانتجاتا. مستوى ثاني أكسيد الكربون في الغلاف الجوي يعادل 3-4 أضعاف مستويات الوقت الحالي (1200-1500 جزء لكل مليون مقارنة بـ 400 جزء لكل مليون في هذه الأيام. - أحداث حيوية : شاعت عاريات البذور (وخاصة المخروطيات، والبنتيات والسيكاد) والسرخسانية.أصبحت الديناصورات، بما في ذلك سحليات الأرجل والكارنوصوريات والستيغوصوريات والسيلوروصوريات، من الفقاريات البرية المهيمنة. تنوعت الثدييات إلى شوثيريدات والأستراليات ومخروطيات أسنان ثلاثية حقيقية ومتعددة الدرنات ومتناظرات الأسنان والدرايولستيدات والإسفينيات الملتصقة ولكنها صغيرة في الغالب. ظهور الطيور والسحالي والثعابين والسلاحف. ظهور الطحالب البنية والشفنينيات والروبيان وسرطان البحر والكركند. تنوعت صغيرات الحوض مثل الإكتيوصورات والبليزوصورات. أنتشرت منقاريات الرأس في جميع أنحاء العالم. وفرة ذوات الصدفتين، والأمونيتات، والسهميات. شاعت قنافذ البحر بشكل كبير، جنبا إلى جنب مع زنابق البحر، ونجم البحر، والإسفنجيات، وتربراتوليدا، والمخطميات وعضديات الأرجل. تسعى أشباه التمساحيات (آخر أشباه السوكيات) إلى نمط حياة مائي. استمرت الثورة البحرية في حقبة الحياة الوسطى منذ أواخر العصر الثلاثي. اختفت النوتيانيات. | 174.7 ± 0.8       |
| الجوراسي  | المبكر  | التورسي    | - أحداث جيولوجية: أصبح المناخ رطبًا مرة أخرى. تفكك بانجيا وأنقسامها إلى كل من لوراسيا وغندوانا، مع تفكك الأخيرة أيضًا إلى قسمين رئيسيين؛ وتشكل المحيط الهادئ والمحيط المتجمد الشمالي. تشكل محيط تيثيس. تكون جبال نفادان في أمريكا الشمالية. تناقص حركة تكون الجبال السيمرية و الرانتجاتا. مستوى ثاني أكسيد الكربون في الغلاف الجوي يعادل 3-4 أضعاف مستويات الوقت الحالي (1200-1500 جزء لكل مليون مقارنة بـ 400 جزء لكل مليون في هذه الأيام. - أحداث حيوية : شاعت عاريات البذور (وخاصة المخروطيات، والبنتيات والسيكاد) والسرخسانية.أصبحت الديناصورات، بما في ذلك سحليات الأرجل والكارنوصوريات والستيغوصوريات والسيلوروصوريات، من الفقاريات البرية المهيمنة. تنوعت الثدييات إلى شوثيريدات والأستراليات ومخروطيات أسنان ثلاثية حقيقية ومتعددة الدرنات ومتناظرات الأسنان والدرايولستيدات والإسفينيات الملتصقة ولكنها صغيرة في الغالب. ظهور الطيور والسحالي والثعابين والسلاحف. ظهور الطحالب البنية والشفنينيات والروبيان وسرطان البحر والكركند. تنوعت صغيرات الحوض مثل الإكتيوصورات والبليزوصورات. أنتشرت منقاريات الرأس في جميع أنحاء العالم. وفرة ذوات الصدفتين، والأمونيتات، والسهميات. شاعت قنافذ البحر بشكل كبير، جنبا إلى جنب مع زنابق البحر، ونجم البحر، والإسفنجيات، وتربراتوليدا، والمخطميات وعضديات الأرجل. تسعى أشباه التمساحيات (آخر أشباه السوكيات) إلى نمط حياة مائي. استمرت الثورة البحرية في حقبة الحياة الوسطى منذ أواخر العصر الثلاثي. اختفت النوتيانيات. | 184.2 ± 0.3       |
| الجوراسي  | المبكر  | البلنسباخي | - أحداث جيولوجية: أصبح المناخ رطبًا مرة أخرى. تفكك بانجيا وأنقسامها إلى كل من لوراسيا وغندوانا، مع تفكك الأخيرة أيضًا إلى قسمين رئيسيين؛ وتشكل المحيط الهادئ والمحيط المتجمد الشمالي. تشكل محيط تيثيس. تكون جبال نفادان في أمريكا الشمالية. تناقص حركة تكون الجبال السيمرية و الرانتجاتا. مستوى ثاني أكسيد الكربون في الغلاف الجوي يعادل 3-4 أضعاف مستويات الوقت الحالي (1200-1500 جزء لكل مليون مقارنة بـ 400 جزء لكل مليون في هذه الأيام. - أحداث حيوية : شاعت عاريات البذور (وخاصة المخروطيات، والبنتيات والسيكاد) والسرخسانية.أصبحت الديناصورات، بما في ذلك سحليات الأرجل والكارنوصوريات والستيغوصوريات والسيلوروصوريات، من الفقاريات البرية المهيمنة. تنوعت الثدييات إلى شوثيريدات والأستراليات ومخروطيات أسنان ثلاثية حقيقية ومتعددة الدرنات ومتناظرات الأسنان والدرايولستيدات والإسفينيات الملتصقة ولكنها صغيرة في الغالب. ظهور الطيور والسحالي والثعابين والسلاحف. ظهور الطحالب البنية والشفنينيات والروبيان وسرطان البحر والكركند. تنوعت صغيرات الحوض مثل الإكتيوصورات والبليزوصورات. أنتشرت منقاريات الرأس في جميع أنحاء العالم. وفرة ذوات الصدفتين، والأمونيتات، والسهميات. شاعت قنافذ البحر بشكل كبير، جنبا إلى جنب مع زنابق البحر، ونجم البحر، والإسفنجيات، وتربراتوليدا، والمخطميات وعضديات الأرجل. تسعى أشباه التمساحيات (آخر أشباه السوكيات) إلى نمط حياة مائي. استمرت الثورة البحرية في حقبة الحياة الوسطى منذ أواخر العصر الثلاثي. اختفت النوتيانيات. | 192.9 ± 0.3       |
| الجوراسي  | المبكر  | السنموري   | - أحداث جيولوجية: أصبح المناخ رطبًا مرة أخرى. تفكك بانجيا وأنقسامها إلى كل من لوراسيا وغندوانا، مع تفكك الأخيرة أيضًا إلى قسمين رئيسيين؛ وتشكل المحيط الهادئ والمحيط المتجمد الشمالي. تشكل محيط تيثيس. تكون جبال نفادان في أمريكا الشمالية. تناقص حركة تكون الجبال السيمرية و الرانتجاتا. مستوى ثاني أكسيد الكربون في الغلاف الجوي يعادل 3-4 أضعاف مستويات الوقت الحالي (1200-1500 جزء لكل مليون مقارنة بـ 400 جزء لكل مليون في هذه الأيام. - أحداث حيوية : شاعت عاريات البذور (وخاصة المخروطيات، والبنتيات والسيكاد) والسرخسانية.أصبحت الديناصورات، بما في ذلك سحليات الأرجل والكارنوصوريات والستيغوصوريات والسيلوروصوريات، من الفقاريات البرية المهيمنة. تنوعت الثدييات إلى شوثيريدات والأستراليات ومخروطيات أسنان ثلاثية حقيقية ومتعددة الدرنات ومتناظرات الأسنان والدرايولستيدات والإسفينيات الملتصقة ولكنها صغيرة في الغالب. ظهور الطيور والسحالي والثعابين والسلاحف. ظهور الطحالب البنية والشفنينيات والروبيان وسرطان البحر والكركند. تنوعت صغيرات الحوض مثل الإكتيوصورات والبليزوصورات. أنتشرت منقاريات الرأس في جميع أنحاء العالم. وفرة ذوات الصدفتين، والأمونيتات، والسهميات. شاعت قنافذ البحر بشكل كبير، جنبا إلى جنب مع زنابق البحر، ونجم البحر، والإسفنجيات، وتربراتوليدا، والمخطميات وعضديات الأرجل. تسعى أشباه التمساحيات (آخر أشباه السوكيات) إلى نمط حياة مائي. استمرت الثورة البحرية في حقبة الحياة الوسطى منذ أواخر العصر الثلاثي. اختفت النوتيانيات. | 199.5 ± 0.3       |
| الجوراسي  | المبكر  | الهتانجي   | - أحداث جيولوجية: أصبح المناخ رطبًا مرة أخرى. تفكك بانجيا وأنقسامها إلى كل من لوراسيا وغندوانا، مع تفكك الأخيرة أيضًا إلى قسمين رئيسيين؛ وتشكل المحيط الهادئ والمحيط المتجمد الشمالي. تشكل محيط تيثيس. تكون جبال نفادان في أمريكا الشمالية. تناقص حركة تكون الجبال السيمرية و الرانتجاتا. مستوى ثاني أكسيد الكربون في الغلاف الجوي يعادل 3-4 أضعاف مستويات الوقت الحالي (1200-1500 جزء لكل مليون مقارنة بـ 400 جزء لكل مليون في هذه الأيام. - أحداث حيوية : شاعت عاريات البذور (وخاصة المخروطيات، والبنتيات والسيكاد) والسرخسانية.أصبحت الديناصورات، بما في ذلك سحليات الأرجل والكارنوصوريات والستيغوصوريات والسيلوروصوريات، من الفقاريات البرية المهيمنة. تنوعت الثدييات إلى شوثيريدات والأستراليات ومخروطيات أسنان ثلاثية حقيقية ومتعددة الدرنات ومتناظرات الأسنان والدرايولستيدات والإسفينيات الملتصقة ولكنها صغيرة في الغالب. ظهور الطيور والسحالي والثعابين والسلاحف. ظهور الطحالب البنية والشفنينيات والروبيان وسرطان البحر والكركند. تنوعت صغيرات الحوض مثل الإكتيوصورات والبليزوصورات. أنتشرت منقاريات الرأس في جميع أنحاء العالم. وفرة ذوات الصدفتين، والأمونيتات، والسهميات. شاعت قنافذ البحر بشكل كبير، جنبا إلى جنب مع زنابق البحر، ونجم البحر، والإسفنجيات، وتربراتوليدا، والمخطميات وعضديات الأرجل. تسعى أشباه التمساحيات (آخر أشباه السوكيات) إلى نمط حياة مائي. استمرت الثورة البحرية في حقبة الحياة الوسطى منذ أواخر العصر الثلاثي. اختفت النوتيانيات. | 201.4 ± 0.2       |
| الثلاثي   | المتأخر | الرايتاني  | أقدم | أقدم              |

## الجغرافيا

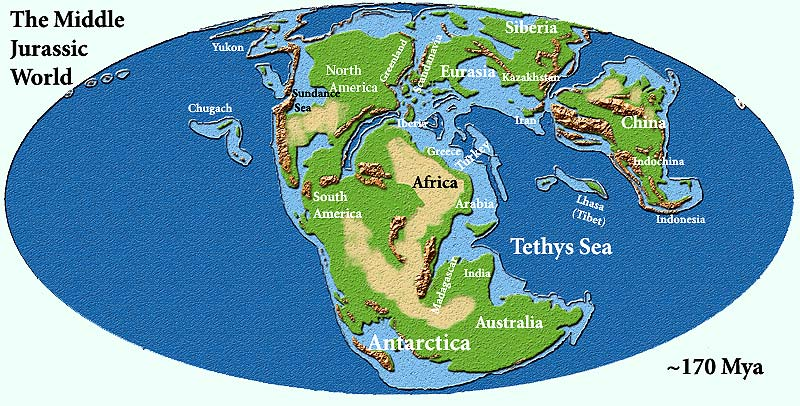
الجغرافيا القديمة في وقت الجوراسي الأوسط.

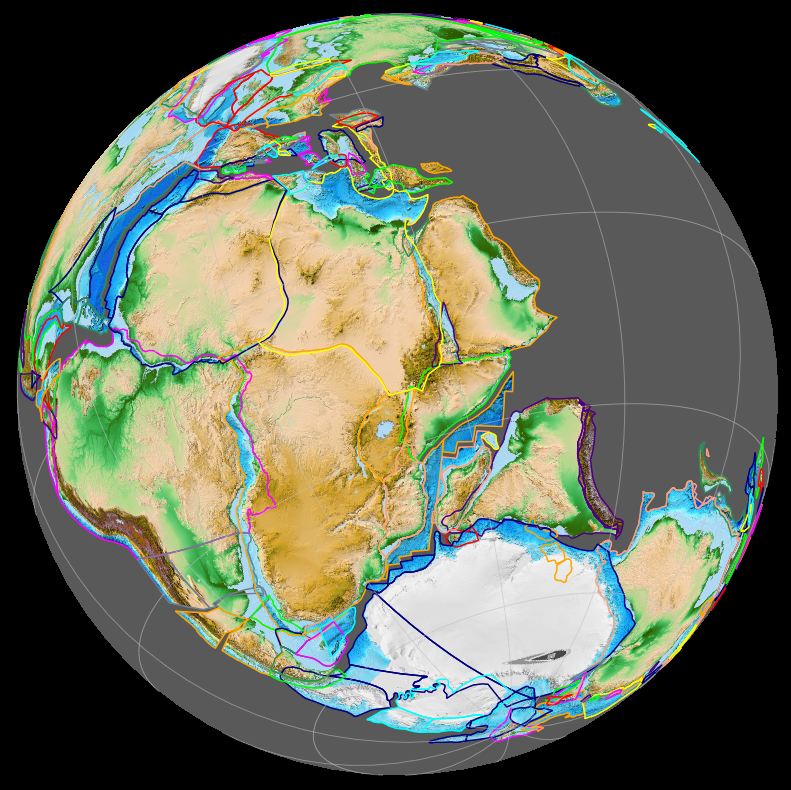
تفكك غندوانا خلال الجوراسي المتأخر، نتج عنه انفتاح المحيط الهندي.

انقسمت قارة بانجيا الكبرى خلال فترة الجوراسي المبكر إلى قارتين مستقلتين لوراسيا الشمالية وغندوانا الجنوبية؛ وانفتح خليج المكسيك في الصدع الجديد بين أمريكا الشمالية وما يطلق عليها الآن بشبه جزيرة يوكاتان في المكسيك. كان المحيط الأطلسي الجوراسي الشمالي ضيّقاً نسبياً، بينما المحيط الأطلسي الجنوبي لم ينفتح حتى العصر الطباشيري التالي، عندما تفككت غندوانا. انغلق بحر تيثس، وظهر بحر تيثس الجديد (حوض البحر الأبيض المتوسط)، وكان المناخ دافئاً، وعدم وجود أية أدلة على حدوث تجلد. وكما هي الحال في العصر الثلاثي، لم كن هناك أية يابسة بالقرب من القطبين، ولا غطاء جليدي.
يعتبر السجل الجيولوجي الجوراسي جيد في غرب أوروبا، حيث يشير التسلسل البحري الواسع حتى الوقت الذي غرق فيه جزء كبير من الكتلة الأرضية تحت البحار الاستوائية الضحلة؛ وتشمل الأماكن الشهيرة موقع التراث العالمي للساحل الجوراسي في جنوب إنجلترا والمرسب الأحفوري (اللاغرشتات) للجوراسي المتأخر في مدينتي هولزمادين وسولنهوفن في ألمانيا. وفي المقابل، يعتبر سجل الجوراسي لأمريكا الشمالية هو الأفقر في حقبة الحياة الوسطى، مع بعض النتوءات الصخرية على السطح. على الرغم من أن بحر صندانس الداخلي أبقى الرواسب البحرية في أجزاء من السهول الشمالية من الولايات المتحدة وكندا خلال الجوراسي المتأخر، ومعظم الرواسب المعرضة من هذه الفترة تعتبر قارية، مثل رواسب الطمي لتكوين موريسون.
كان الجوراسي زمن للكيمياء الجيولوجية لبحر الكالسيت المنخفض المغنيسيوم هو الراسب البحري غير العضوي الأساسي لكربونات الكالسيوم. وبالتالي فقد كانت الأراضي الصلبة للكربونات شائعة جدًا، بجانب السرئيات الكالسيتية، والأسمنت الكالسيتي،
والحيوانات اللافقارية ذات الهياكل العظمية الكالسيتية.
أن أول باثوليتات ضخمة مغروزة في كورديليرا الأمريكية الشمالية كانت مع بداية الجوراسي الأوسط، مسببة تجبل نيفادا. ومن انكشافات الجوراسي المهم التي حدثت أيضا في روسيا، والهند، وأمريكا الجنوبية، و
اليابان، وأستراليا والمملكة المتحدة.
في أفريقيا، توزعت طبقات الجوراسي المبكر بنفس أسلوب الطبقات في الثلاثي المتأخر، مع وجود نتوءات أكثر شيوعا في الجنوب وأقل شيوعًا للطبقات الأحفورية تسودها آثار أحفورية في الشمال. مع تقدم الجوراسي، أنتشر في أفريقيا مجموعات أكبر وأكثر من الديناصورات كالصربوديات والأورنيثوبودات. لم تدرس طبقات الجوراسي الأوسط بشكل جيد في أفريقيا. كما أن طبقات الجوراسي المتأخر لم تدرس إلا بشكل ضعيف ما عدا حيوانات تنداغورو المذهلة في تنزانيا. تشبه حياة الجوراسي المتأخر في تنداغورو إلى حد كبير تلك الموجودة في تكوين موريسون غرب أمريكا الشمالية.

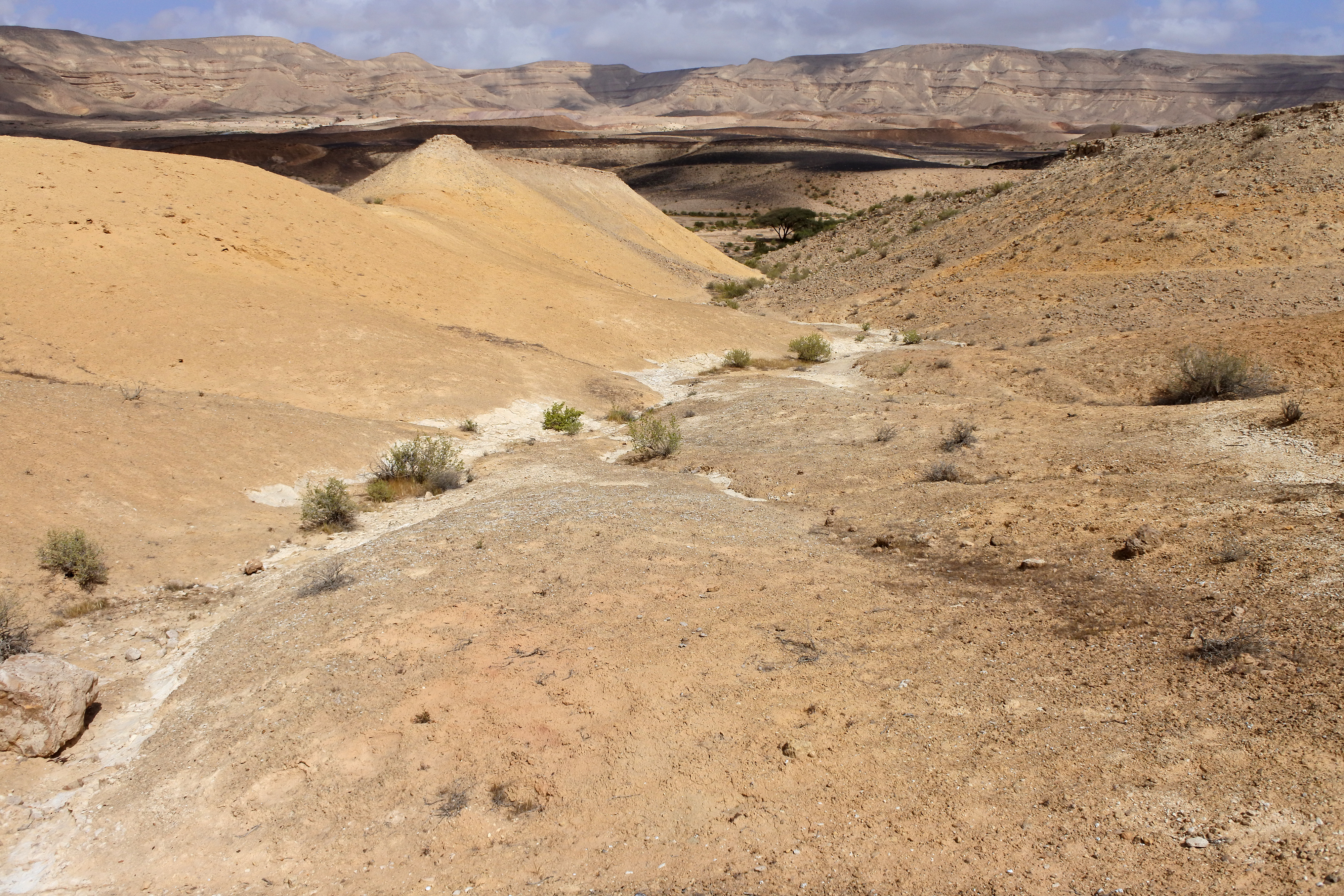
حجر وطين جيري (تكوين ماتمور) في جنوب إسرائيل.
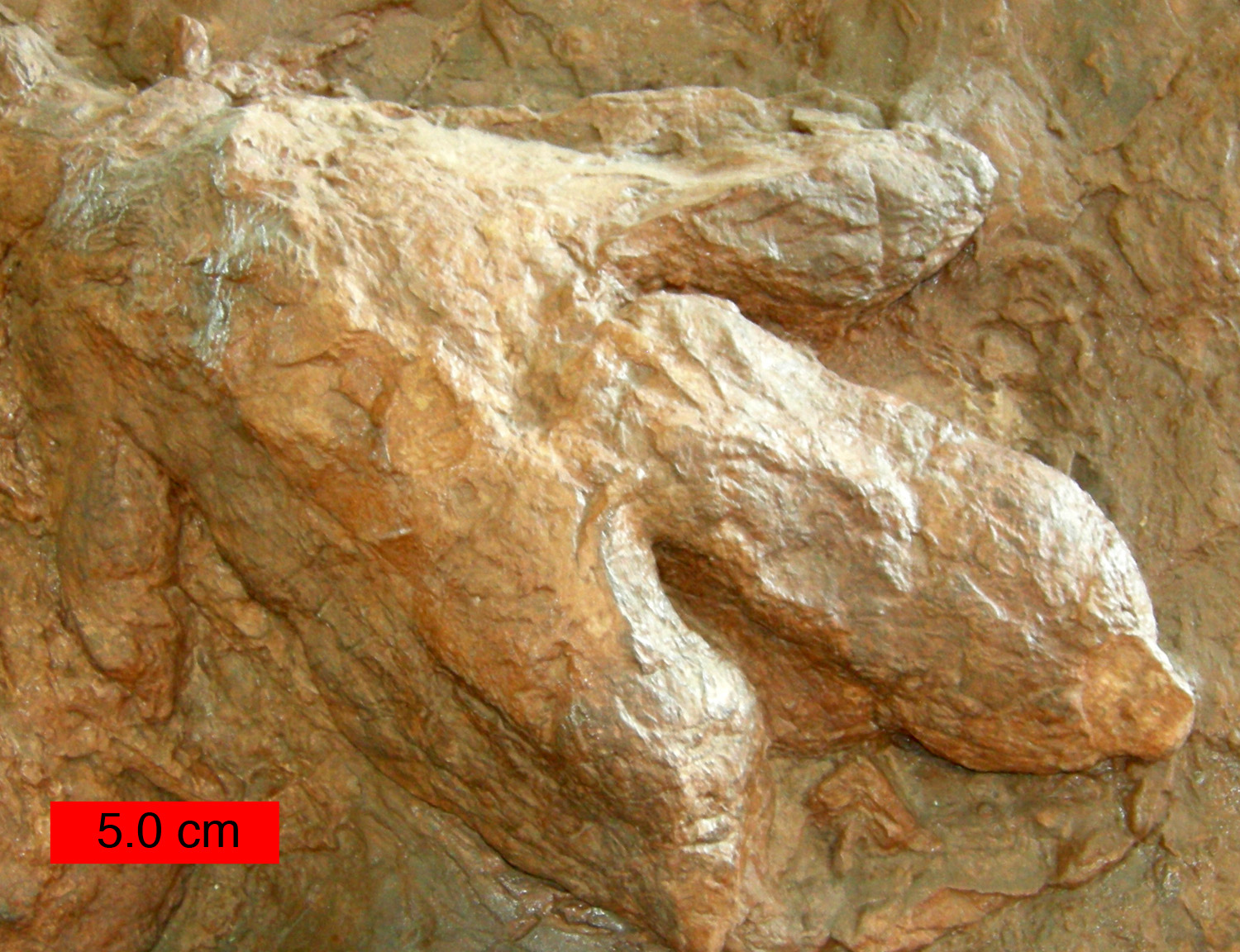
بصمة قدم "غيغانديبوس" (Gigandipus) لديناصور في تكوين مونافو من الجوراسي السفلي في موقع اكتشاف الديناصور سانت جورج في جونسون فارم، جنوب غرب يوتا.
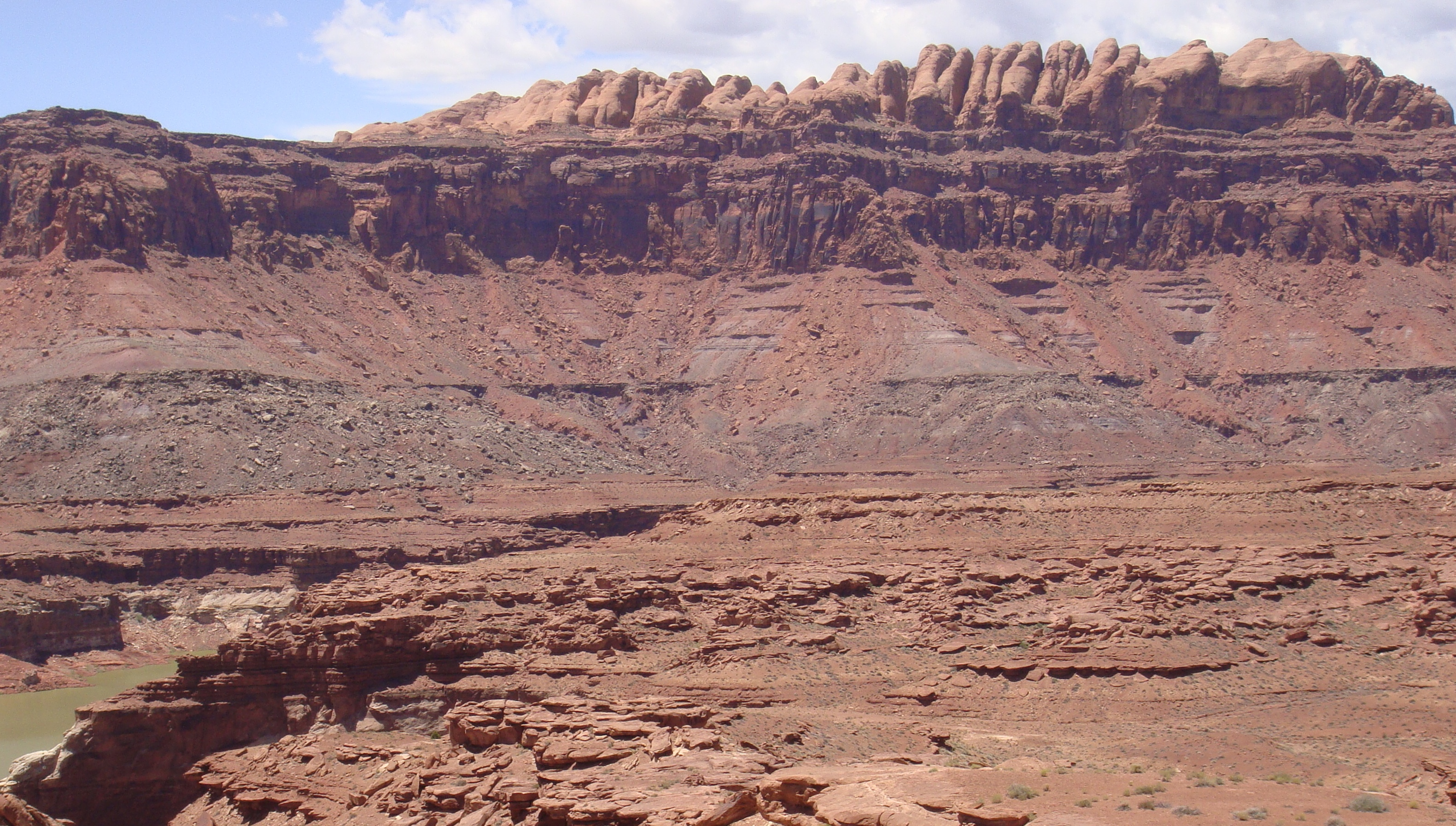
العصر البرمي من خلال الطبقات الجوراسية لمنطقة هضبة كولورادو في جنوب شرق ولاية يوتا.

## الحيوانات

### المائية والبحرية
خلال الجوراسي كانت أكثر أشكال الحياة البحرية تطوراً هي الفقاريات الأولية مثل الأسماك والزواحف البحرية. وتشمل الزواحف البحرية الإكتيوصورات، التي كانت في ذروة تنوعها، والبليزوصورات، وبليوصوريات، والتمساحيات البحرية الأولية التي تملك زعانف بدلاً من الأرجل مثل فصائل التيليوصوريات ومعتدلات الخطم. وتوجد الكثير من السلاحف في البحيرات والأنهار.
وفي عالم اللافقاريات، ظهرت مجموعات جديدة، مثل الرودست (مجموعة متنوعة من أشكال الشعاب ذات المصراعين) والسهميات. وظهرت السابيلية الجيرية (الكبيبات) في الجوراسي المبكر. وفي الجوراسي أيضا العديد من مجتمعات المغطاة ومجوفة، وشهدت زيادة كبيرة في الحت الحيوي لأصداف الكربونات والصلبة. وشاعت بشكل خاص أجناس الآثار (أثر أحفوري) الغاستروشانولايت (Gastrochaenolites).
خلال الجوراسي يوجد حوالي أربعة أو خمسة من أصل اثني عشر فرع حيوي من العوالق الموجودة في السجل الأحفوري التي إما اجتازت إشعاع تطوري هائل أو أنها ظهرت لأول مرة.

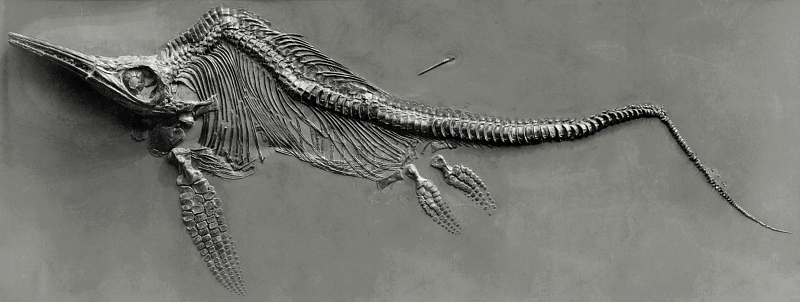
عينات أحفورية من الإكصور (الإكصوريات) في جنوب ألمانيا
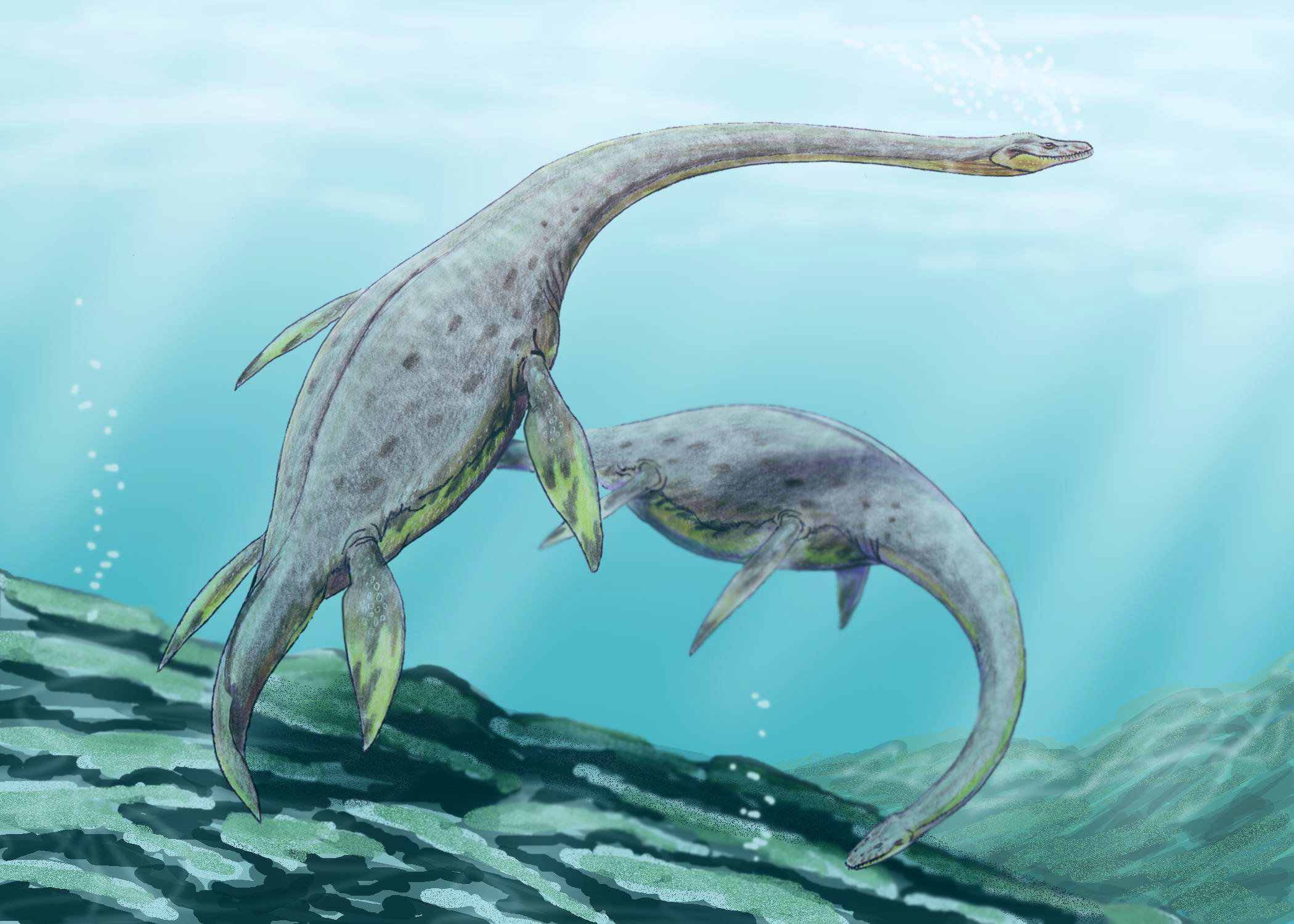
بليزوصور (بليزوصوريا)
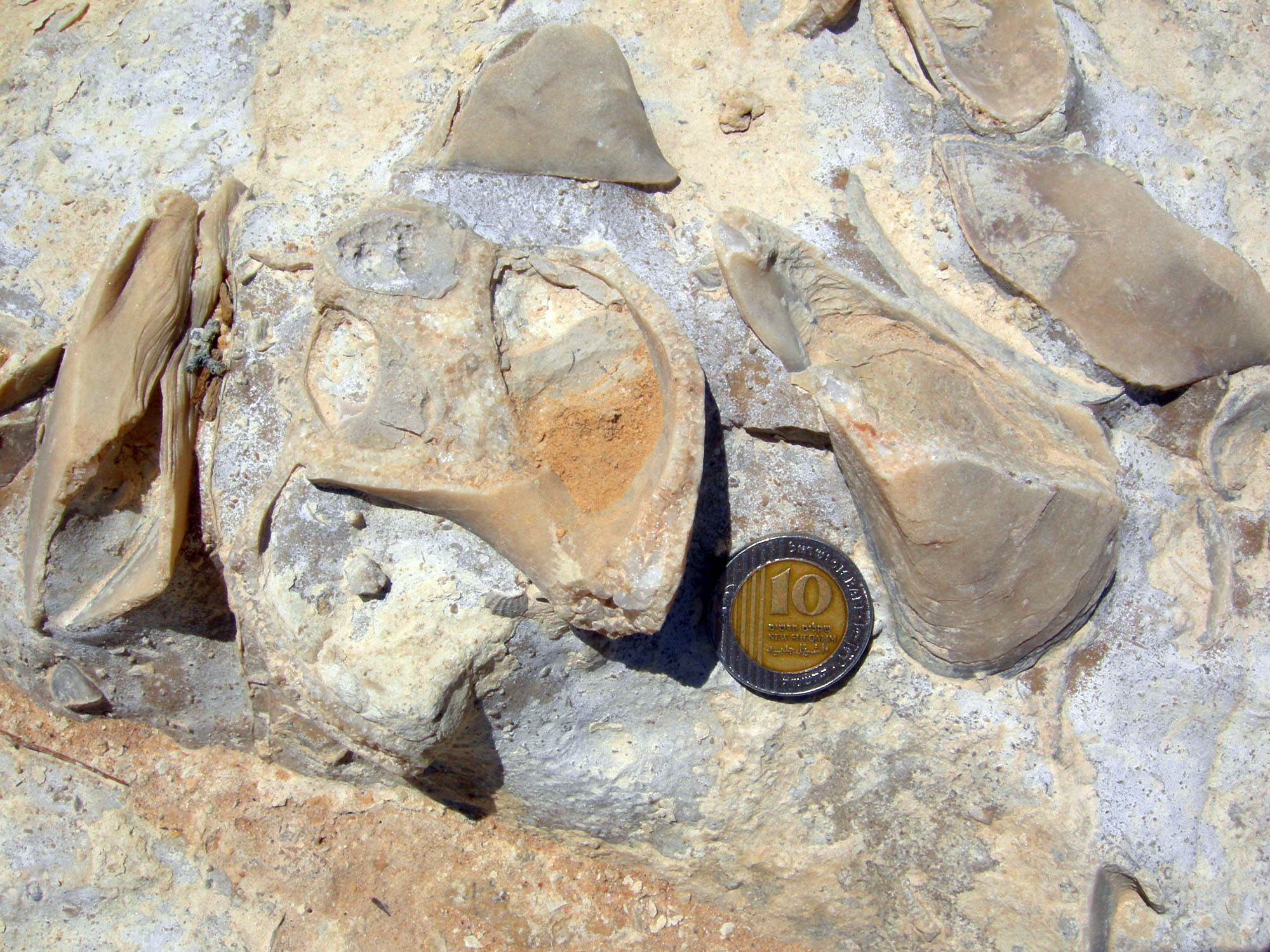
احفورة لبطنيات القدم على طائرة لوح من الحجر الجيري في جنوب الكيان الصهيوني.
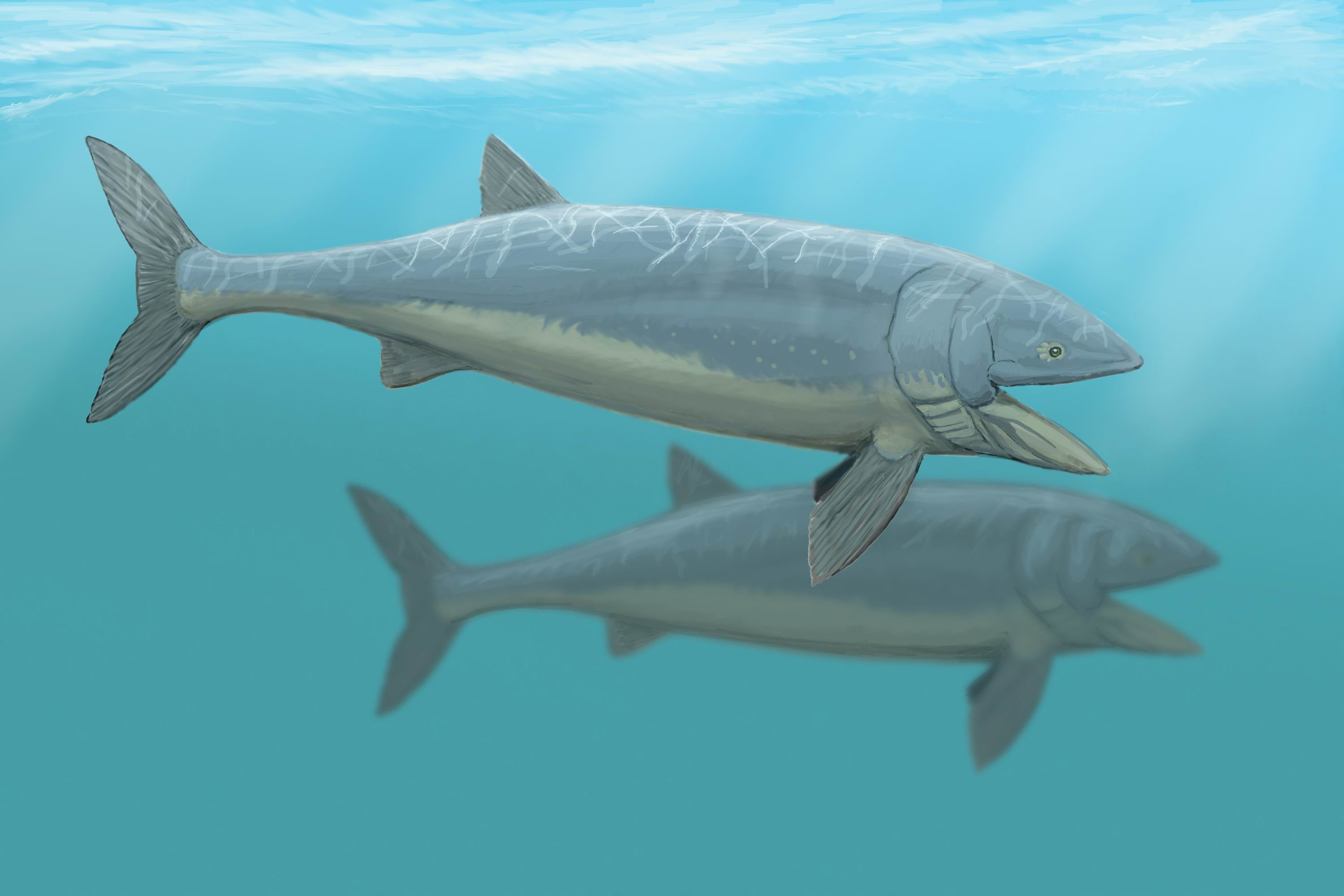
الليدزيشثيس (شعاعيات الزعانف)

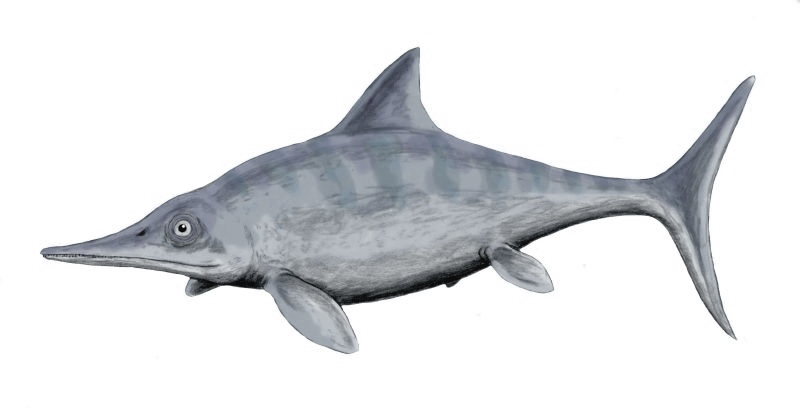
العظاءة كبيرة العيون (الإكصوريات)
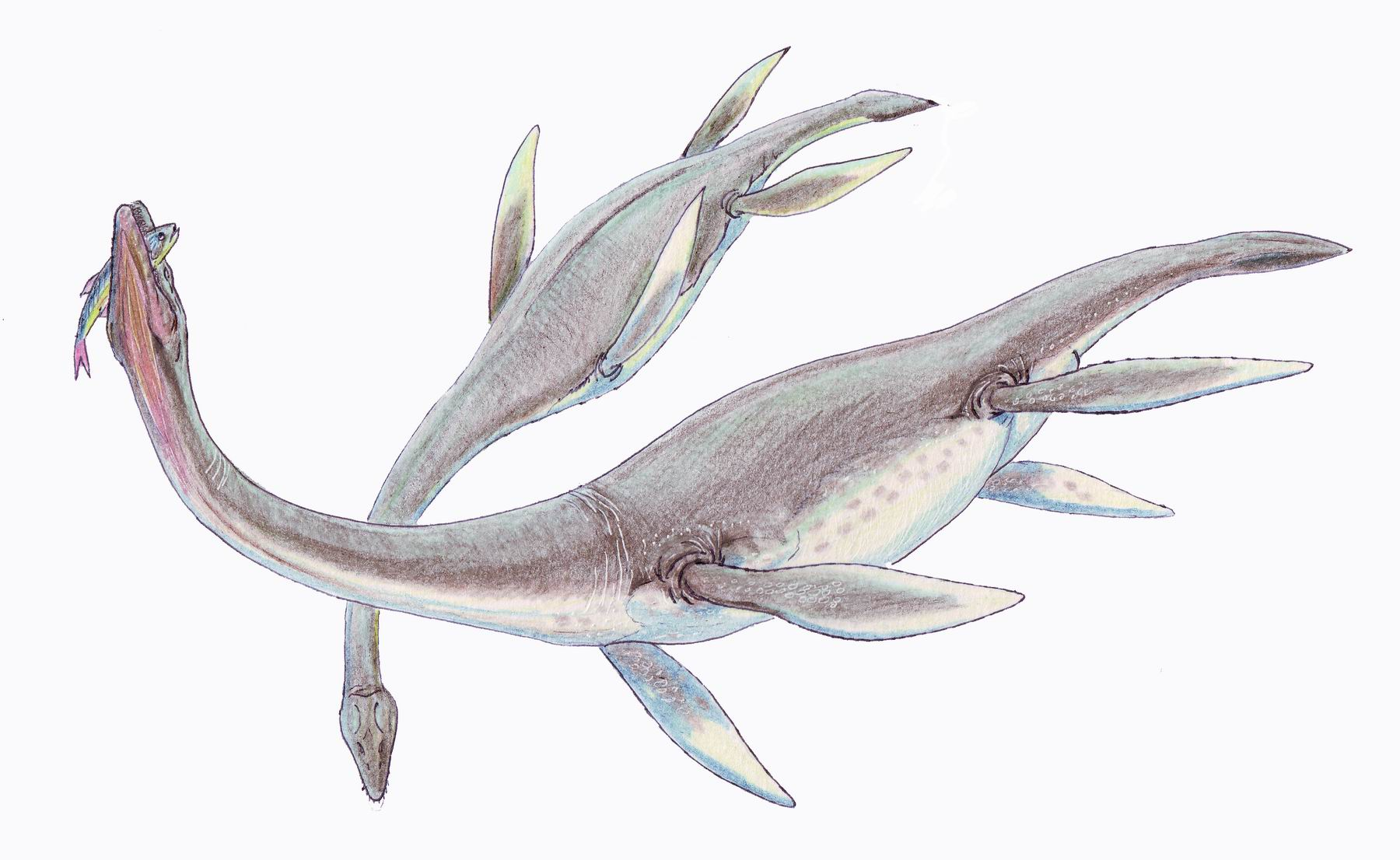
بليزوصور (بليزوصورات)

### الأرضية

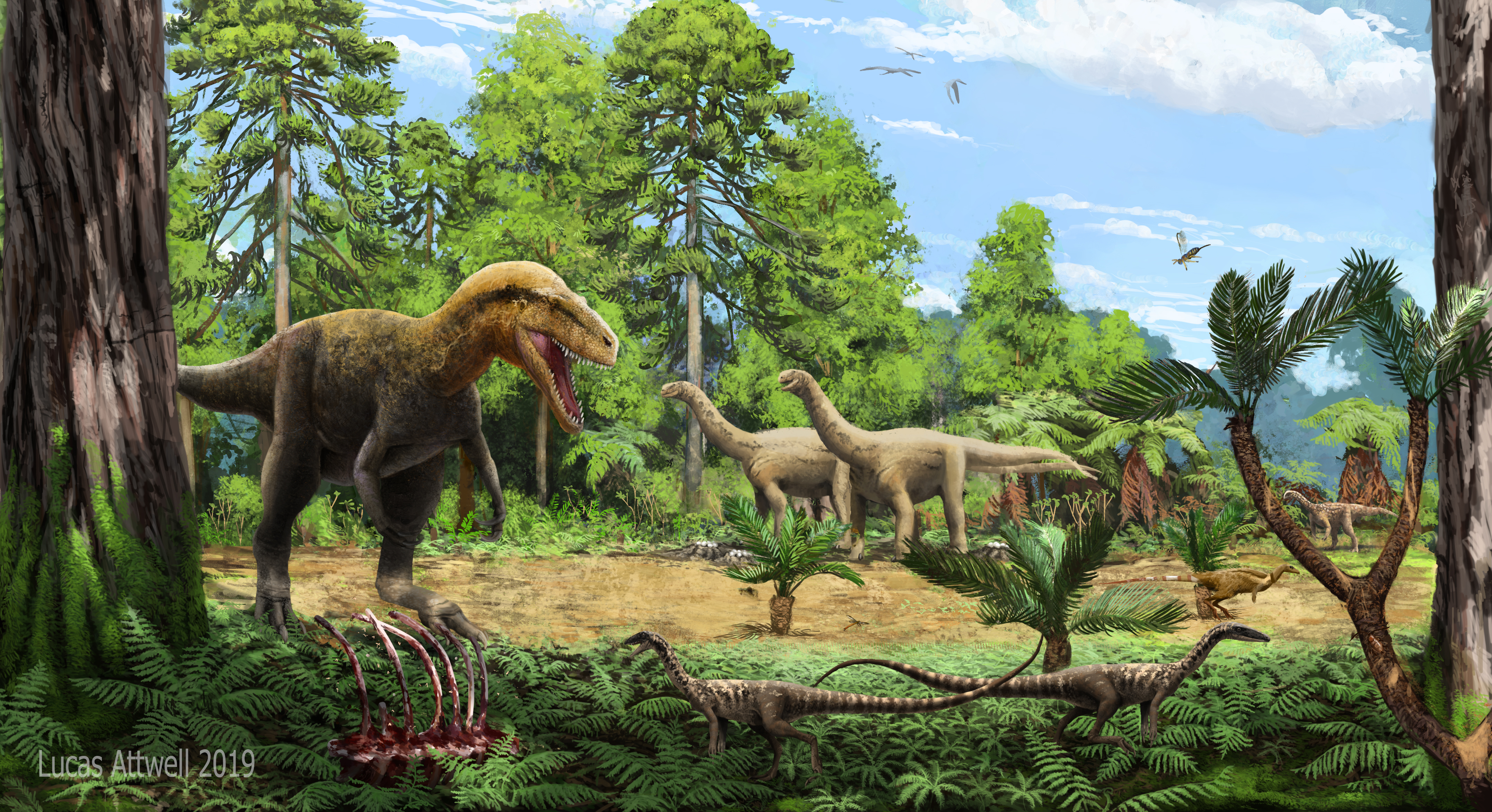
مثال على النظام البيئي الجوراسي (التورسي) النادرة، تكوين تشيخوتشينيك في بولندا. تميزت هذه المنطقة بنظام إيكولوجي رطب جدا تسكنه الديناصورات الضخمة، الأكثر ارتباطا بالعديد من الجوانب من ديناصورات الجوراسي الأوسط أو المتأخرة.

ظلت مجموعة من الزواحف الأركوصورية مهيمنة على الأرض. فقد كان العصر الجوراسي عصرا ذهبيا للديناصورات العاشبة الكبيرة المعروفة باسم الصربوديات (الكاماراصور، والأباتوصور، والديبلودوكس، والبراكيوصور، وغيرها الكثير) التي جابت الأرض في وقت متأخر من العصر؛ كانت مراعيها في مروج السرخس، السيكاد والبينيتيات التي تشبه النخيل، أو النباتات العالية كالصنوبريات، حسب تكيفاتها. وأصغر ديناصورات طيرية الورك العاشبة، مثل الستيغوصور وطيريات القدم الصغيرة الأقل انتشارا، لكنها لعب أدوارا مهمة. وكانت تتعرضت للهجوم من قبل وحشيات الأرجل، مثل السيراتوصور، والميغالوصور، والتورفوصور وألوصور، وكلها تنتمي إلى «سحليات الورك» أحد فروع الديناصورات.
ومن ضمن الغطاء الحي كانت هناك أنواع مختلفة من الثدييات البدائية، وكذلك سحليات ثلاثية الأسنان الشرفية الشبيهة منقاريات الرأس، والبرمائيات الملساء البدائية. وتطورت بقية البرمائيات الملساء في هذا العصر، ونتج عنها أول سلمندر وعديمات الأرجل.

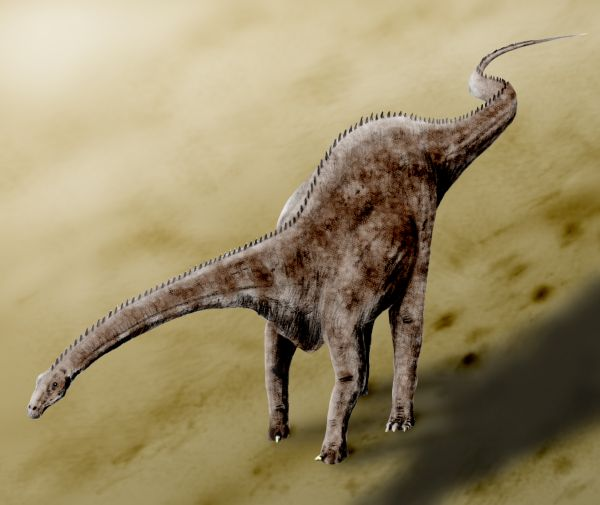
ديبلودوكس، وصل طولها إلى أكثر من 30 م، كان من الصوروبودات الشائعة خلال الجوراسي المتأخر.
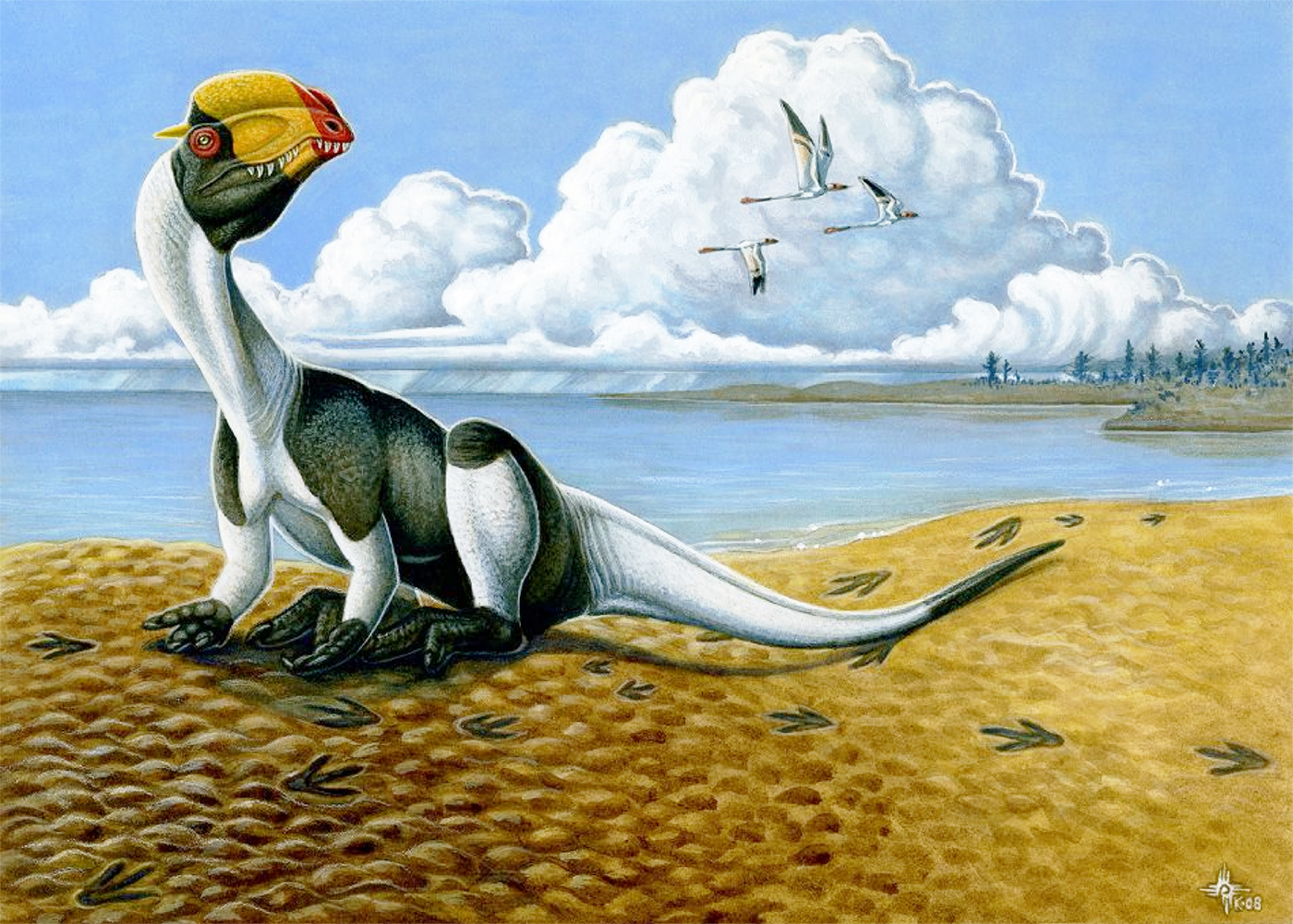
تصوير للبيئة الجوراسية المبكرة محفوظة في سانت جورج (يوتا) موقع اكتشاف الديناصورات في مزرعة جونسون، فيها دايلوفوصور ويثرلي يشبه الطائر وهو في وضعية الاستراحة.

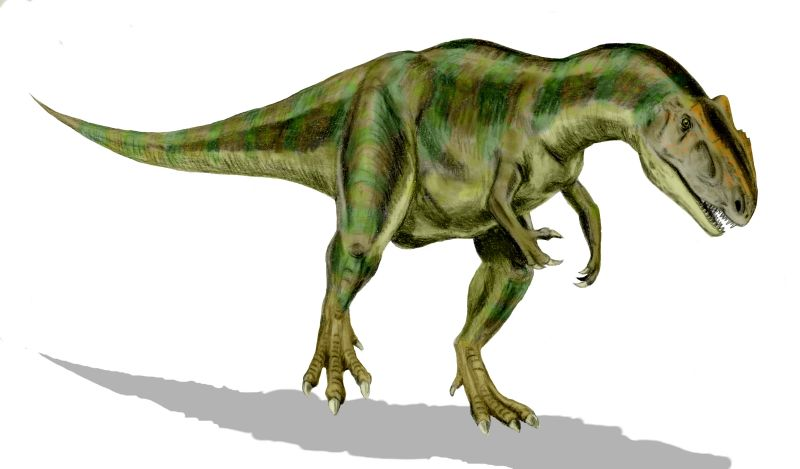
كان الألوصور أحد أكبر الحيوانات المفترسة الأرضية خلال الجوراسي.
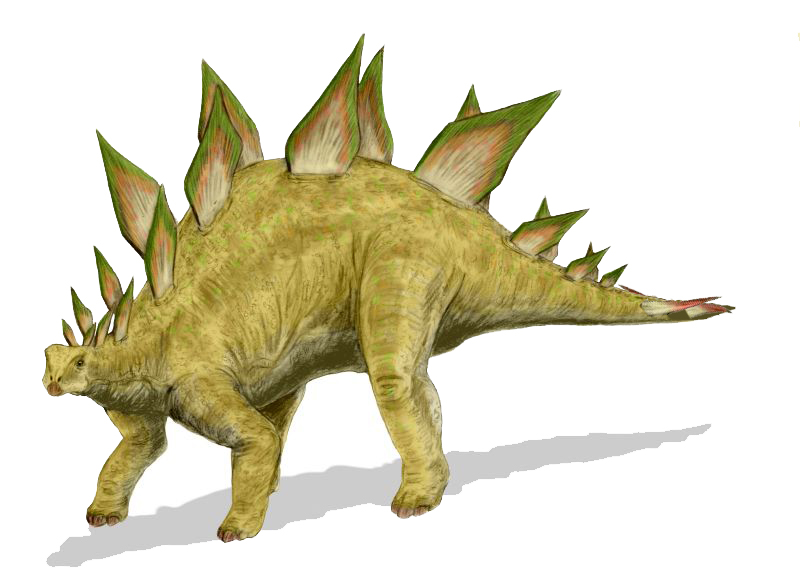
الستيغوصور أحد أكثر الأجناس التي يمكن التعرف عليها من الديناصورات، عاشت منتصف حتى أواخر العصر الجوراسي.
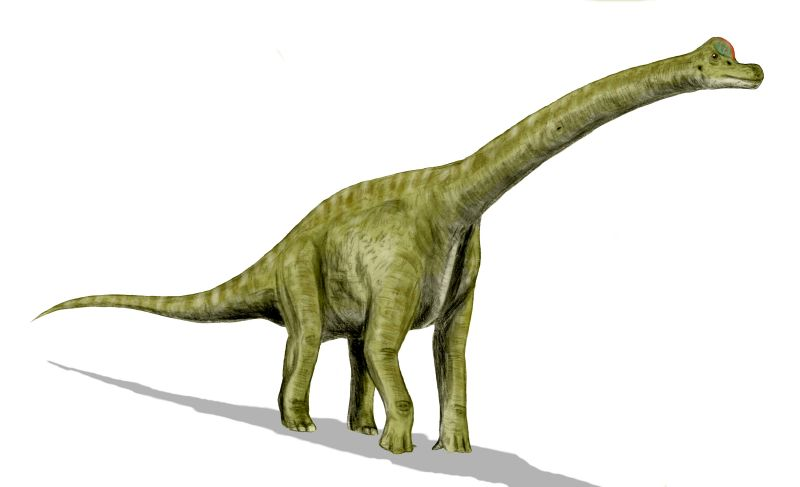
البراكيوصور (الصوربودا)
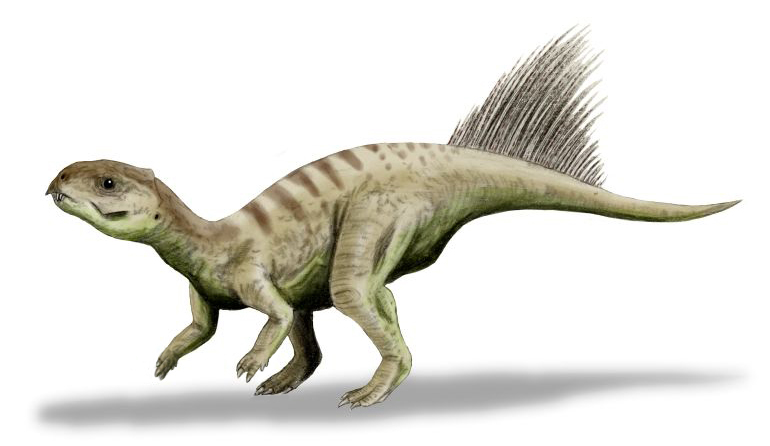
التشاويانغصور (طيريات الورك)
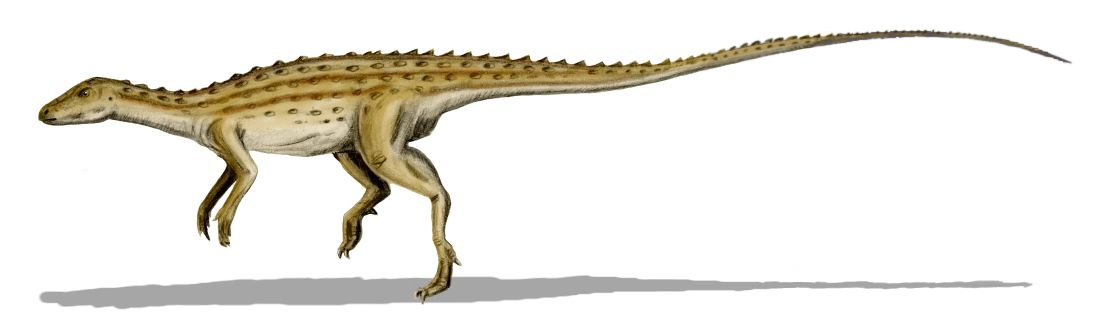
السكتلوصور(طيريات الورك)
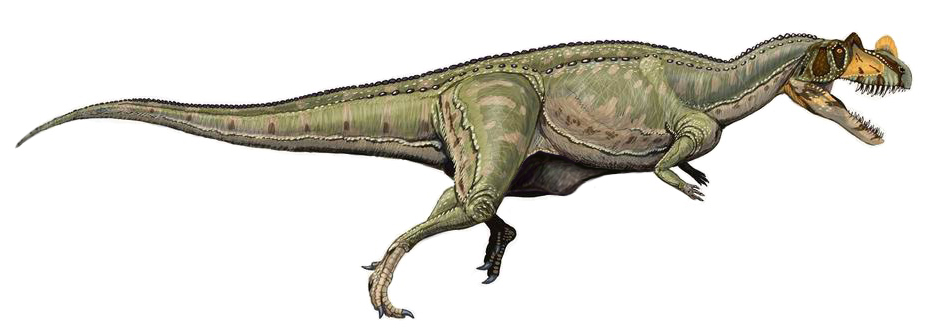
سيراتوصور

### الفقاريات الهوائية
خلال الجوراسي المتأخر، تطورت الطيور البدائية، مثل الأركيوبتركس، من الديناصورات الصغيرة جوفاء الذيل. وفي الهواء، شاعت التيروصورات الضخمة؛ وحكمت السماء، ولم تكن هذه الفصيلة من الزواحف من الديناصورات، وكانت تتغذى على الأسماك في البحار الواسعة بمناقيرها الطويلة التي لها أسنان مدببة. وخرجت منها مجموعة جديدة، كالتروداكتيليات، من بينها التيروداكتيلوس البارزة، التي كانت الموجودة في شرق أفريقيا، وإنجلترا وفرنسا. ومن صفاتها أن ذيلها قصير جدا، ورأسها كبير ورقبتها أطول من التيروصورات الترياسية. وشغلت تلك الكائنات العديد من الأدوار البيئية التي اتخذتها طيور الزمن الحالي، وربما نتج منها بعض أكبر الحيوانات الطائرة في جميع العصور.

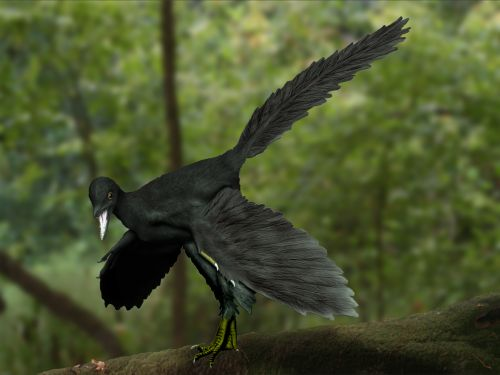
الأركيوبتركس (الطيور)
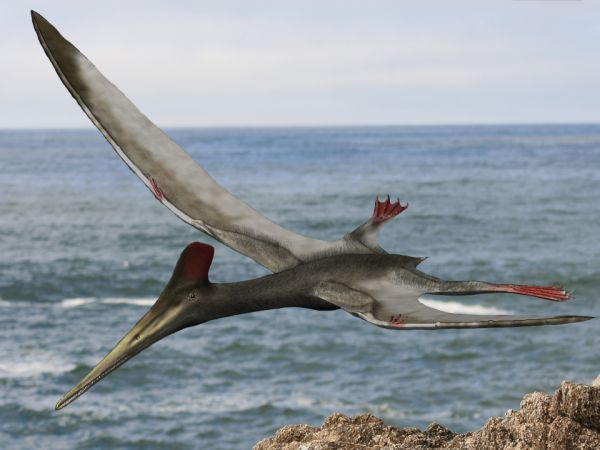
التيروداكتيلوس (التيروصورات)
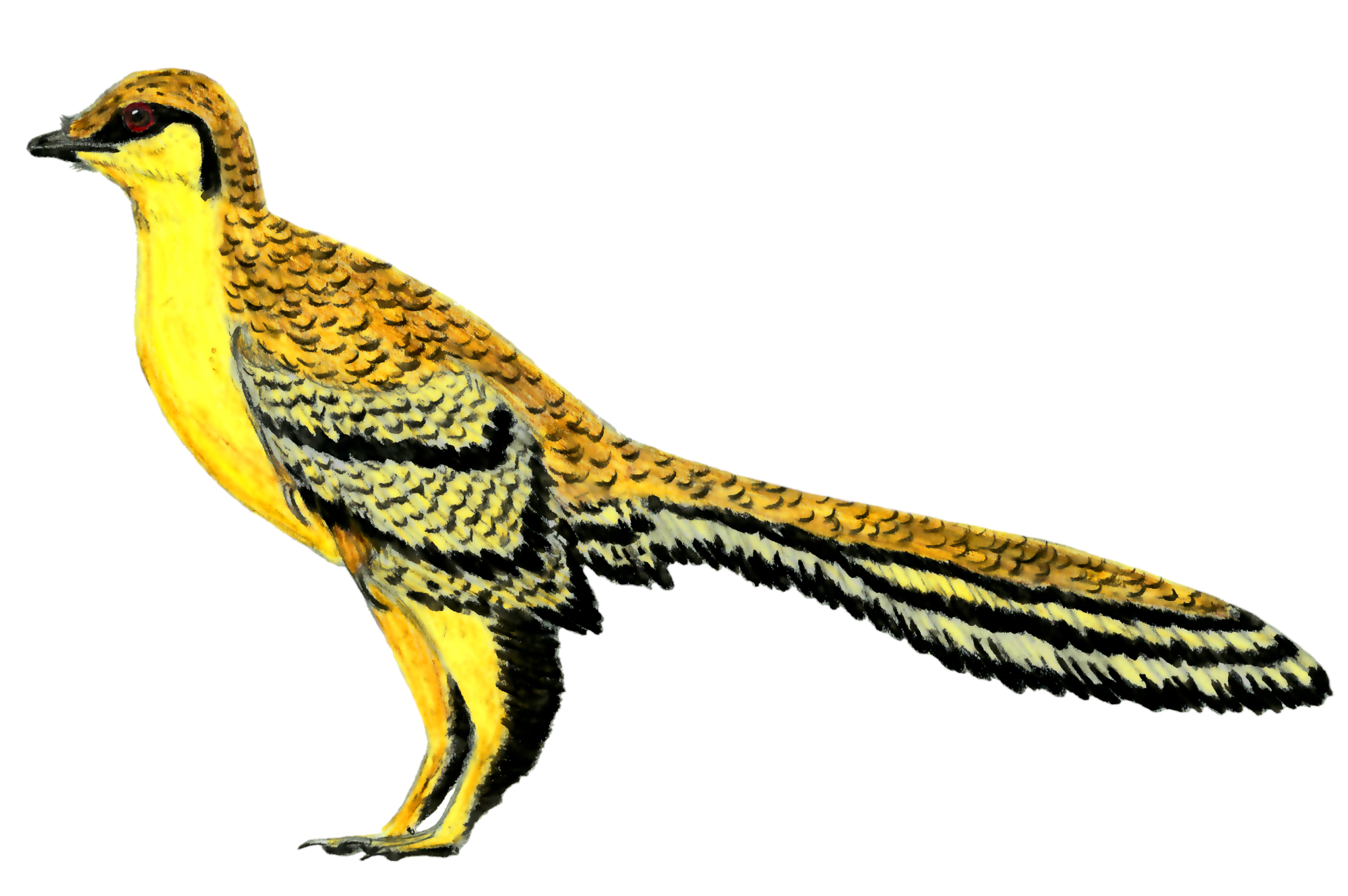
طائر فجري، عاش في أواخر الجوراسي، قد يكون ديناصور طيريات الأجنحة البدائي المعروف حتى الآن، وهو واحد من اقدم الطيور الموجودة حتى الآن.

## النباتات

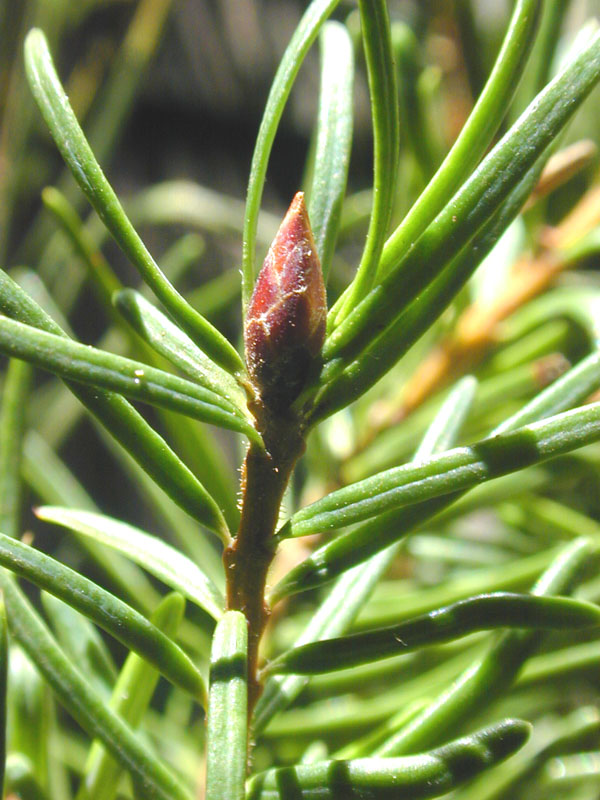
كانت المخروطيات هي النباتات البرية السائدة في الجوراسي

خفّت الظروف القارية القاحل التي تميز بها العصر الثلاثي بشكل مطرد خلال الجوراسي، وخاصة عند خطوط العرض العلوية؛ وسمح المناخ الرطب الدافئ بجعل الغابات الخصبة تغطي أجزاء كبيرة من المناطق. تنوعت عاريات البذور بشكل نسبي خلال الجوراسي. وسيطرت المخروطيات على النباتات، كما حدث في العصر الثلاثي. وكانت أكثر المجموعات تنوعا لتشكل غالبية الأشجار الكبيرة.
شملت فصائل المخروطيات المزدهرة خلال الجوراسي كل من الأروكارية، والسيفالوتكساسيات، والصنوبرية، والمعلاقية، والطقسوسية، والطقسودية. هيمنت فصيلة التشيروليبيديا المخروطية المنقرضة في حقبة الحياة الوسطى على النباتات الموجودة في مجال خطوط العرض السفلية، كما فعلت شجيرات البينيتيات. وشاعت أيضا نباتات السيكاد الشبيهة بالنخيل، كذلك نباتات الجنكة وسرخس الدكسونية في الغابات. وقد تكون السراخس الصغيرة هي المهيمنة على الغطاء الحي. وتعتبر سرخس بذور الكيتونية مجموعة أخرى من النباتات المهمة خلال هذا الوقت ويعتقد أنها كانت شجيرة بحجم شجرة صغيرة. كانت الجنكة شائعة من خطوط العرض الوسطى حتى العليا الشمالية. في نصف الكرة الجنوبي، كانت نباتات المعلاقية متفوقة بشكل خاص، بينما الجنكة والتشيكانوفسكية كانت نادرة.
في المحيطات، ظهرت الطحلبيات المرجانية الحديثة لأول مرة. ومع ذلك، فقد كانت جزءا من الانقراض الكبير الآخر الذي حدث خلال الفترة الزمنية الرئيسية التالية.

## في الثقافة الشعبية
منذ أوائل عقد 1990، تم تعميم مصطلح «الجوراسي» من قبل العلامة التجارية الإعلامية (الحديقة الجوراسية)، الذي بدأ في عام 1990 برواية تحمل نفس الأسم لمايكل كرايتون عن نفس العنوان وتم إعداد فيلم لذلك، صدر لأول مرة في عام 1993.

### الاقتباسات
1. ↑  https://timescalefoundation.org/gssp/index.php?parentid=all
2. ↑  https://stratigraphy.org/gssps/
3. ↑  Hillebrandt، A.v.؛ Krystyn، L.؛ Kürschner، W. M.؛ وآخرون (سبتمبر 2013). "The Global Stratotype Sections and Point (GSSP) for the base of the Jurassic System at Kuhjoch (Karwendel Mountains, Northern Calcareous Alps, Tyrol, Austria)". Episodes. ج. 36 ع. 3: 162–198. CiteSeerX:10.1.1.736.9905. DOI:10.18814/epiiugs/2013/v36i3/001. S2CID:128552062.
4. ↑  Image:Sauerstoffgehalt-1000mj.svg
5. ↑  File:OxygenLevel-1000ma.svg
6. ↑  Image:Phanerozoic Carbon Dioxide.png
7. ↑  Image:All palaeotemps.png
8. ↑  إدوار غالب (1988). الموسوعة في علوم الطبيعة: تبحث في الزراعة والنبات والحيوان والجيولوجيا (بالعربية واللاتينية والألمانية والفرنسية والإنجليزية) (ط. 2). بيروت: دار المشرق. ج. 1. ص. 397. ISBN:978-2-7214-2148-7. OCLC:44585590. OL:12529883M. QID:Q113297966.، يُقابله Jurrasic
9. ↑  "Stratigraphic Chart 2022" (PDF). International Stratigraphic Commission. فبراير 2022. مؤرشف (PDF) من الأصل في 2022-04-02. اطلع عليه بتاريخ 2022-04-20.
10. ↑  Global Boundary Stratotype Section and Point (GSSP) of the International Commission of Stratigraphy.نسخة محفوظة 10 ديسمبر 2018 على موقع واي باك مشين.
11. ↑  Vennari et al. 2014، صفحات 374-385.
12. ↑  Jaramillo 2014.
13. ↑  Hallam 1986، صفحات 765-768.
14. 1 2  Hölder 1964.
15. 1 2  Arkell 1956.
16. ↑  Rollier 1903.
17. ↑  von Humboldt 1858، صفحة 632.
18. ↑  von Humboldt 1799، صفحة 39.
19. ↑  Pieńkowski et al. 2008، صفحات 823–922.
20. ↑  Brongniart 1829.
21. ↑  Royer، Dana L. (2006). "CO2-forced climate thresholds during the Phanerozoic" (PDF). Geochimica et Cosmochimica Acta. ج. 70 ع. 23: 5665–75. Bibcode:2006GeCoA..70.5665R. DOI:10.1016/j.gca.2005.11.031. مؤرشف من الأصل (PDF) في 2019-09-27. اطلع عليه بتاريخ 2015-08-06.
22. ↑  Scotese 2003.
23. ↑  "Land and sea during the Jurassic". urweltmuseum.de. مؤرشف من الأصل في 2007-07-14.
24. ↑  "The North American Tapestry of Time and Terrain: Jurassic Rocks - 208 to 146 million years ago". nationalatlas.gov. مؤرشف من الأصل في 2007-07-15.
25. ↑  Stanley & Hardie 1998.
26. ↑  Monroe & Wicander 1997، صفحة 607.
27. 1 2 3 4 5  Jacobs 1997، صفحات 2-4.
28. ↑  Motani 2000.
29. ↑  Wings et al. 2012، صفحات 925-935.
30. ↑  Gannon 2012.
31. ↑  Vinn & Mutvei 2009، صفحات 286-296.
32. ↑  Vinn, ten Hove & Mutvei 2008، صفحات 295–301.
33. ↑  Taylor & Wilson 2003، صفحات 1-103.
34. 1 2 3 4 5  Kazlev 2002.
35. ↑  Haines 2000.
36. ↑  Carroll 1988.
37. ↑  Feduccia 1996.
38. ↑  Witton, Martill & Loveridge 2010، صفحات 79-81.
39. ↑  Witton 2016.
40. 1 2  Haines 2000، صفحة 65.
41. ↑  Behrensmeyer et al. 1992، صفحة 349.
42. 1 2  Behrensmeyer et al. 1992، صفحة 352.
43. ↑  Behrensmeyer et al. 1992، صفحة 353.

## وصلات خارجية
- سادة البحار الجوراسية من مجلة العلوم الأمريكية - النسخة العربية